# Adam Sikora (poeta)
Adam Sikora (ur. 14 grudnia 1819 w Jabłonkowie, zm. 14 grudnia 1871 tamże) – polski poeta, samouk, z wykształcenia tkacz.
Syn Adama i Marii z Lipowskich. Ukończył dwie klasy szkoły ludowej. Ze względu na trudną sytuację materialną nie mógł kontynuować edukacji. Poszedł w ślady ojca i został tkaczem.

## Utwory
- Lamnery Jasiowe w 1844 r.
- Kolęda pastuszków
- Pieśni nabożne (napisane w 1863, wydane w 1887)
- Tren błagalny (wydany w 1914)
- Trzy dialogi (wydane w 1919)